# René Tretschok
René Tretschok (Wolfen, 23 dicembre 1968) è un ex calciatore tedesco.

## Carriera
La sua prima squadra professionistica è stata l'Hallescher, che ha lasciato nel 1992.
In seguito ha giocato per quattro annate nel Borussia Dortmund contribuendo alla vittoria due Supercoppe nazionali, due Bundesliga ed una Coppa dei Campioni nel 1997 (segnò il gol decisivo dell'1-0 in semifinale contro il Manchester United, mentre non scese in campo in finale).
L'anno successivo si trasferì per una stagione al Colonia.
In seguito passò all'Hertha Berlino dove vinse la DFB-Ligapokal 2002. Dal 2003 giocò per due anni nella squadra riserve dell'Hertha. Dal 2005 passò al Babelsberg per due stagioni, prima di trasferirsi al Grün-Weiß Wolfen, società dove conclude la sua carriera da calciatore ed inizia quella da direttore sportivo.

## Palmarès

### Competizioni nazionali
- Campionato tedesco: 2

Borussia Dortmund: 1994-1995, 1995-1996
- Supercoppa di Germania: 2

Borussia Dortmund: 1995, 1996
- Coppa di Lega tedesca: 1

Hertha Berlino: 2002

### Competizioni internazionali
- UEFA Champions League: 1

Borussia Dortmund: 1996-1997